# Ampelophilus olivaceus
Ampelophilus olivaceus är en insektsart som först beskrevs av Giglio-tos 1897.  Ampelophilus olivaceus ingår i släktet Ampelophilus och familjen gräshoppor. Inga underarter finns listade i Catalogue of Life.